# مصطفى النور
مصطفى النور سلطان مواليد 30 نوفمبر 2000 في السعودية، هو لاعب كرة قدم سعودي.
لعب في الفئات السنية في نادي الاتحاد ونادي التقدم.